# Oskar Potiorek
Oskar Potiorek, avstrijski general, * 20. november 1853, Plajberk pri Beljaku, † 17. december 1933, Celovec.

## Življenje
V letih 1883–1886 je bil poveljnik 3. čete kranjskega 17. pešpolka v Ljubljani. Pred začetkom prve svetovne vojne je deloval kot guverner avstrijske province Bosne. V Sarajevu je bil na Vidov dan leta 1914 v avtomobilu, v katerem se je peljal tudi prestolonaslednik Franc Ferdinand in na katerega je Gavrilo Princip izvedel atentat.
Po avstro-ogrskem ultimatu Kraljevini Srbiji je bil poveljnik avstro-ogrske vojske na balkanskem bojišču. Pod njegovim vodstvom je vojska leta 1914 izvedla dva napada na Kraljevino Srbijo, ki pa sta bila neuspešna. Potiorek je bil zaradi hudih porazov v bitkah na Ceru in Kolubari razrešen vseh dolžnosti in zamenjan ter prisilno upokojen.